# Tracy Spiridakos
Tracy Spiridakos (Panagiota Spiridakos) (Winnipeg, 20 de fevereiro, de 1988) é uma atriz Grego canadense. Ela é mais conhecida por interpretar Charlotte Matheson na série televisiva Revolution, e Hailey Upton na série Chicago P.D.

## Biografia
Tracy é filha do casal de gregos Anastacia e George Spiridakos, ela nasceu e foi criada em Winnipeg, no Canadá até os seus quatro anos de idade, depois mudou-se com seus pais e seus dois irmãos para uma pequena vila na Grécia, Skala, onde seu pai nasceu, ao sul de Esparta. Mais tarde a família retornou para Winnipeg, Tracy passou grande parte de seu tempo livre e férias de verão trabalhando no restaurante de seus pais. Ela se identifica fortemente com sua identidade grega e fala fluentemente o idioma. 
A atriz sempre foi uma artista entre sua família e amigos, ela começou a atuar na escola secundária e estudou no Actors' Training Centre of Manitoba. Se formou na Oak Park High School em Winnipeg, no ano 2000. Em 2007, mudou-se para Vancouver para prosseguir atuando, e dentro de algumas semanas conquistou seu primeiro papel na televisão, uma pequena participação em Supernatural. Com o tempo ela começou a se destacar por participações em outras séries e filmes, e teve o seu primeiro papel principal na série Majority Rules! (2009-2011). Mas foi em 2012 que ela ganhou fama mundial, quando começou a interpretar Charlie Madison, a filha teimosa, curiosa e ousada de Ben Matheson na série de ficção científica Revolution, da NBC.

## Filmografia

### Filmes
| Ano  | Título                           | Papel              | Notas     |
| ---- | -------------------------------- | ------------------ | --------- |
| 2008 | Every Second Counts              | Girl #1            | Telefilme |
| 2008 | The Secret Lives of Second Wives | Meredith           | Telefilme |
| 2009 | Web of Desire                    | Megan              | Telefilme |
| 2010 | Goblin                           | Nikki Perkins      | Telefilme |
| 2010 | The Boy She Met Online           | Cami Winters       |           |
| 2011 | Rise of the Planet of the Apes   | Garota da festa #2 |           |
| 2012 | Rags                             | Sammi              | Telefilme |
| 2013 | Kill for Me                      | Hailey             |           |

### Televisão
| Ano       | Título                     | Papel                        | Notas                                                                   |
| --------- | -------------------------- | ---------------------------- | ----------------------------------------------------------------------- |
| 2007      | Supernatural               | Nurse                        | Temporada 3, Episódio 5                                                 |
| 2007      | Bionic Woman               | Annie                        | Temporada 1, Episódio 6                                                 |
| 2007      | Aliens in America          | Liz                          | Temporada 1, Episódio 10                                                |
| 2009      | The L Word                 | Bela jovem                   | Temporada 6, Episódio 3                                                 |
| 2009-2011 | Majority Rules!            | Becky Richards               | Protagonista                                                            |
| 2010      | Psych                      | Saralyn                      | Temporada 5, Episódio 6                                                 |
| 2010      | Hellcats                   | Ella                         | Temporada 1, Episódio 3                                                 |
| 2010      | Tower Prep                 | Penny                        | Temporada 1, Episódio 6                                                 |
| 2011      | Soldiers of the Apocalypse | Forty                        |                                                                         |
| 2011      | Mortal Kombat: Legacy      | Blue                         | Temporada 1, Episódio 6                                                 |
| 2012      | Being Human                | Brynn McLean                 | Temporada 2, Episódios 4, 5, 6 e 7                                      |
| 2012–2014 | Revolution                 | Charlotte "Charlie" Matheson | Protagonista                                                            |
| 2015      | Bates Motel                | Annika Johnson               | Temporada 3, Episódios 1, 2 e 3                                         |
| 2016      | Macgyver                   | Nikki Carpenter              | Temporada 1                                                             |
| 2017-2024 | Chicago P.D.               | Hailey Upton                 | Temporada 4, Episódios 21, 22 e 23 Protagonista a partir da Temporada 5 |